# Orungán
Orungán es la divinidad yoruba de los vientos. Es hijo de Aggayú solá y Yemayá.
Es una deidad del Panteón Yoruba, pertenece a la Religión Yoruba.  
Según el pattakin esta consagrado como el primer hombre al culto de Ifá, Es Orisha de Babalawos. Recibió de la mano del Orisha Elegguá el uso del tablero de adivinacion y las herramientas propias.

## Dice Ifa
A Orungán se le conoce como el padre del sacerdocio de Ifá, también se representa como el Oricha más hermoso de la creación, Orisha de los espejos.  
Es lo primero que se refleja al mirar a un Orisha. Compañero inseparable de Iwi, el doble etereo, auxiliándose siempre del Orisha de los bastones Amoman.

## Atributos
- Vive en la piel de las personas.
- Es el dueño de la piel y la juventud.

- Adornado con un corazón dorado, un sol  y dos piedras de volcán.
- Sus ekeles son confeccionados con 7 cuentas rojas, 7 cuentas azules oscuro transparente y entre cada septima cuenta una cuenta dorada.